# Oquaga Creek State Park
Oquaga Creek State Park ist ein State Park im Gemeindegebiet von Masonville und Sanford im Ontario County, New York, United States. Der Park bedeckt eine Fläche von 1385 acre und reicht mit seinen Flächen in die Countys Broome, Delaware und Chenango. Die Broome County Road 241 verläuft durch den Park.

## Geographie

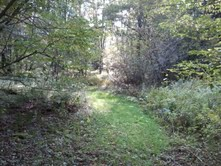
Wanderweg am Oquaga Creek.

Der Park liegt in einem größeren Verbund von State Parks und State Forests. Er bildet den Übergang zwischen dem direkt angrenzenden Arctic China State Forest im Osten und dem Melondy Hill State Forest im Nordwesten. Zu diesem Verbund gehört auch noch Beals Pond State Forest in etwa 2 km Entfernung im Nordosten des Parks sowie Steam Mill State Forest und Barbour Brook State Forest. Herzstück des Oquaga Creek State Parks ist der Arctic Lake mit einer Fläche von 55 acre (22 ha). Der Arctic Lake wird von zwei Quellbächen des Oquaga Creek gespeist, die aus Norden in den See münden. Der Abfluss befindet sich am Südende des Sees, wo eine kleine Staumauer den Wasserspiegel erhöht. Der Oquaga Creek verläuft von dort in einem großen Bogen zunächst nach Südwesten und wendet sich dann später wieder nach Osten, um in Sanford in den West Branch Delaware River ⊙ zu münden.
Das Parkgebiet ist das Hügelland zwischen Susquehanna River und Delaware River. Vom Talgrund (460 m über dem Meer) am Arctic Lake steigen die Bergflanken im Norden und Süden des Sees bis auf ca. 630 m an. Das Gebiet, in dem die Campingplätze liegen, sind etwas flachere Hügel im Nordosten, zwischen den Quellbächen.

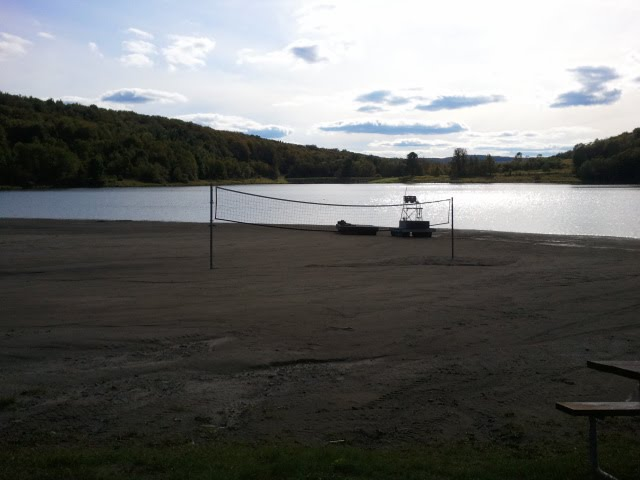
Badestrand am Arctic Lake.

## Freizeitmöglichkeiten
Der Park bietet Angelmöglichkeiten am Arctic Lake und hat einen Badestrand. Im Winter bestehen Möglichkeiten zum Eisangeln und Eislaufen.
Mehr als 90 Stellplätze für Camping und weitere Camping-Einrichtungen sind vorhanden.
Es gibt einen Parcours für Discgolf von 1979, sowie 8 km an Wanderwegen. Der Park ist dafür bekannt, weil man viele Wildbeeren pflücken kann. Daneben gibt es auch eine beachtliche Fauna und Flora.